# Kareng Kidul
Kareng Kidul is een bestuurslaag in het regentschap Probolinggo van de provincie Oost-Java, Indonesië. Kareng Kidul telt 2074 inwoners (volkstelling 2010).